# Димчастий равликоїд
Димчастий равликоїд (Sibon nebulatus) — неотруйна змія з роду Американський равликоїд родини полозових. Має 2 підвиди.

## Опис
Загальна довжина сягає 80 см. Голова широка, добре відмежованої від тулуба, трохи стисла з боків. Очі великі. Тулуб тонкий, сплощений з гладенькою лускою. Щелепи пристосовані до вилучення молюсків з мушель. Забарвлення строкате: на основному коричневому тлі присутня безліч світліших плям або смуг.

## Спосіб життя
Полюбляє зливові ліси. Зустрічається на деревах, орхідних, повітряних рослинах. Активний уночі. Харчується слимаками та равликами.
Це яйцекладна змія.

## Розповсюдження
Мешкає на південному сході Мексики, у Центральній Америці, на півночі Південної Америки.

## Підвиди
- Sibon nebulata grandiocularis
- Sibon nebulata nebulata